# Jesus to a Child
«Jesus to a Child»  (укр. Ісус дитині) — сингл Джорджа Майкла, випущений в січні 1996 року. Є однією з найвідоміших пісень співака.
Пісня стала першим великим хітом музиканта у Великій Британії за три з половиною роки (якщо брати в розрахунок не кавер-версії, а пісні, написані ним особисто). Також цей сингл став першим в кар'єрі Майкла синглом з студійного сольного альбому, якому вдалося очолити UK Singles Chart (20 січня 1996, слідом за «Earth Song» Майкла Джексона), і першим синглом, який дебютував відразу на вершині чарту. На той момент це була шоста пісня у виконанні Джорджа Майкла, (включаючи його спільні роботи), якій вдалося очолити британський чарт, і найдовша його пісня, що потрапила в UK Top 40 (6 хвилин 50 секунд). У Billboard Hot 100 сингл дебютував на 7-му місці. Це був найвищий дебют в чарті пісні британського виконавця за більш ніж 25 років і найуспішніший дебют Майкла в американських чартах.

## Історія створення
Пісня є присвятою бразильському дизайнеру моди Ансельмо Фелеппе (Anselmo Feleppa, 21 серпня 1956—26 березня 1993). Фелеппа і Майкл зустрілися в січні 1991 року після виступу музиканта в Ріо-де-Жанейро на фестивалі Rock in Rio. Навесні 1993 Фелеппа помер від крововиливу в мозок, викликаного прогресуючим СНІДом. Після його смерті Майкл не писав нових пісень протягом півтора років. Восени 1994 року, трохи більше, ніж за годину, їм була написана пісня «Jesus to a Child», в якій відчувається вплив бразильського музичного стилю босанова.
Прем'єра пісні відбулася 24 листопада 1994 на першій церемонії MTV Europe Music Awards, що проходила в Берліні.
Анонсуючи виступ Майкла і прем'єру пісні, ведучий церемонії Том Джонс назвав її геніальною.
З виходом пісні стали ходити чутки про те, кому вона присвячена і які стосунки пов'язували Майкла з цією людиною. Після того, як в 1998 році музикант був змушений зробити камінг-аут, він став перед кожним виконанням пісні присвячувати її померлому коханому.
У 2016 році, після смерті Майкла, стало відомо, що всі доходи від синглу з моменту його випуску співак перераховував до фонду підтримки дітей Childline; цей акт дозволив врятувати тисячі людських життів.